# میمون سنجابی اکوادوری
میمون سنجابی اکوادوری (نام علمی: Saimiri macrodon) یک گونه از سرده خزمیمون می‌باشد.
خزمیمون اکوادوری در آمازون غربی برزیل و همچنین جنوب کلمبیا، شرق اکوادور و شمال و شرق پرو زندگی می‌کند.
طول سر و بدن خزمیمون اکوادوری بین ۲۵ تا ۳۲ سانتی‌متر (۹٫۸ و ۱۲٫۶ اینچ) و طول دم آن بین ۳۴ تا ۴۴ سانتی‌متر (۱۳ و ۱۷ اینچ) است.
وزن نرها بین ۸۸۵ تا ۱۳۸۰ گرم (۳۱٫۲ و ۴۸٫۷ اونس) و ماده‌ها بین ۵۹۰ تا ۱۱۵۰ گرم (۲۱ تا ۴۱ اونس) است.